# Le Bordel, 1re époque : 1900
Pour plus de détails, voir Fiche technique et Distribution.
Le Bordel, 1re époque : 1900 est un film français réalisé par José Bénazéraf sorti en 1974.

## Fiche technique
- Titre : Le Bordel, 1re époque : 1900
- Titre alternatif : Le Bordel ou la maison des confidences
- Réalisateur : José Bénazéraf
- Scénario et dialogues : José Bénazéraf
- Photographie : Philippe Théaudière
- Distribution : Alcifrance
- Pays d'origine :  France
- Format :
- Genre : érotique
- Durée : 95 minutes
- Date de sortie : 20 novembre 1974

## Distribution
- Malvina Penne : Madame
- Marie Saint-Clair (sous le nom de « Marion Saint-Clair ») : Léa
- Jacques Point : le ministre
- Dadzu : le pharmacien
- Maria Marcini : la soubrette no 1
- Françoise Marichy : la soubrette no 2
- Michel Frantz : le mari
- Stella Stefanova: la petite fille modèle no 1
- Magda Mundari : la petite fille modèle no 2
- Philippe Castelli : le sous-préfet
- Doris Thomas : la belle Bertha
- Elena Zeteny : la mondaine

## Nota
- Philippe Guignard, Jean-Pierre Mallet et Jane Mallet, crédités par "La saison cinématographique", ne figurent pas au générique de ce film, diffusé le 26 février 2009 sur la chaîne câblée CinéCinéma Club.